# آندرس کوتلنیک
آندرس کوتلنیک (اوکراینی: Андрій Миколайович Котельник؛ زادهٔ ۲۹ دسامبر ۱۹۷۷) بوکسور اهل اوکراین است.